# モータウンカフェ
モータウンカフェ（英: Motown Cafe）は、モータウン・レーベルの音楽をテーマにしたアメリカ合衆国のレストラン・チェーン。店舗内には、StudioEIS が造形した金色に輝くモータウンのスターたちの像が置かれ、壁面は様々な衣装などメモラビリアで飾られていた。また、メニューもレコードジャケットのデザインを流用するなど、モータウン・サウンドを生演奏を交えて聴きながら食事を楽しむ場所として演出されていた。
テーマレストランが流行していたアメリカ合衆国において1995年9月、ニューヨークに最初の店舗を開店。一時は、ラスベガス、オーランドにも店舗を構えたが、その後は閉店が相次ぎ、最後まで残った仙台店も2005年7月に閉店した。

## アメリカ合衆国
モータウンカフェの原型となる構想は1980年代後半からベリー・ゴーディの周辺に存在していたとされる。
1995年の開業時には、総事業費は500万ドルは、レーベル関係者の出資に加え、ボストン・プロパティーズや、当時モータウンを傘下に収めていたポリグラムが資金を提供していると報じられた。
開業当初には、4年間で20店舗以上のチェーン化を目指すことが表明されていた。1995年9月、ニューヨークに最初の店舗が開店し、続いて、1997年1月には、ラスベガスのニューヨーク・ニューヨーク・ホテル＆カジノに2号店が開店した。さらに、1999年には、ユニバーサル・オーランド・リゾートのシティウォークに新店舗が設けられ開店記念パーティーを1月17日に開催したが、関係者の揉め事で正式開店は遅れた。
こうして、一時は、ニューヨーク、ラスベガス、オーランドの3店舗が運営され、日本への進出の可能性も話題になったが、チェーン展開は当初の構想には遠く及ばない規模にとどまった。やがて、ニューヨーク店が1999年5月16日に閉店し、ラスベガス店も2000年10月22日に閉まり、最後まで残ったオーランド店が2005年1月に閉店して、営業している店舗はなくなった。

## 日本

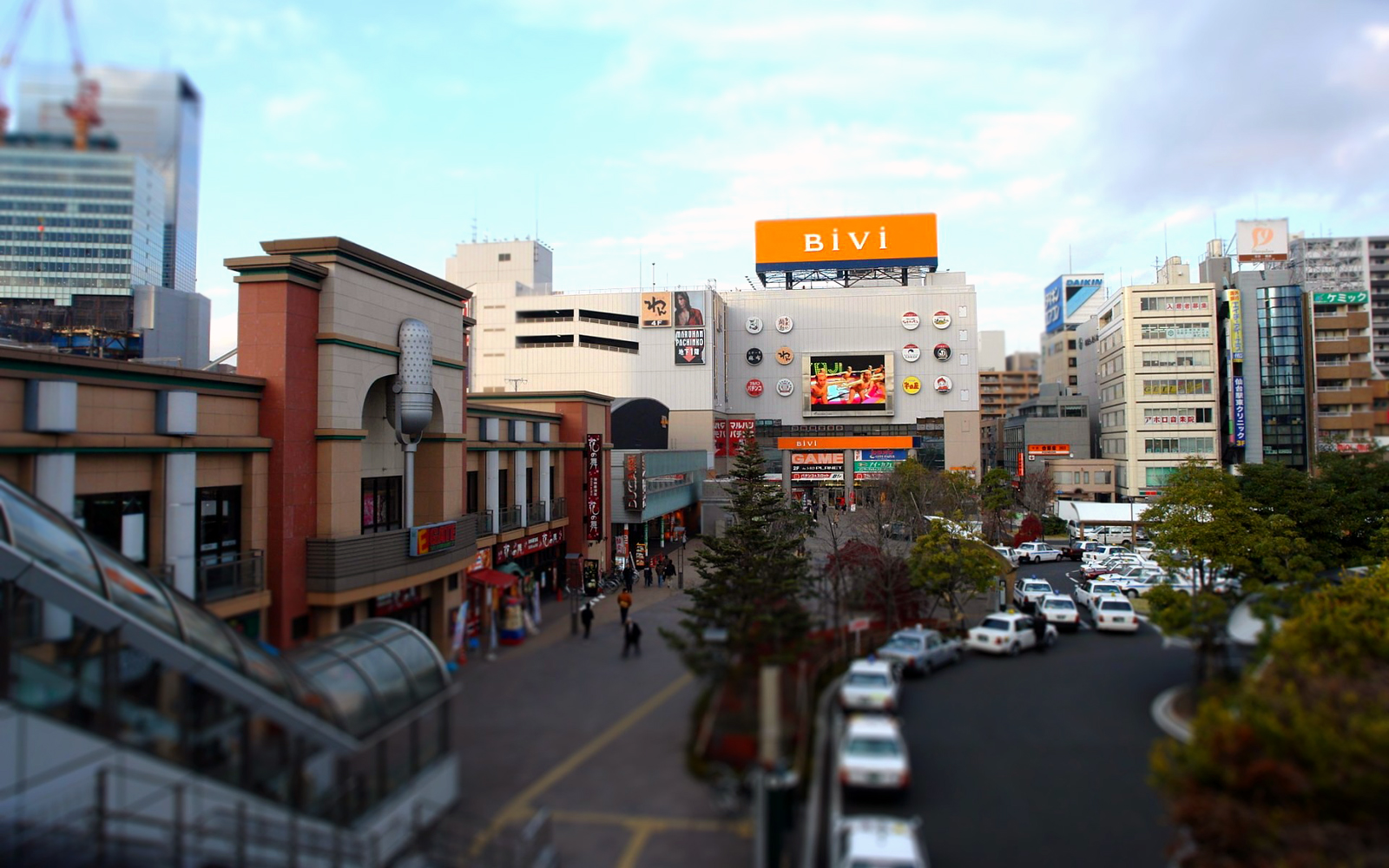
仙台店が入っていたJR仙台駅東口のE-GATE（写真左。2007年12月撮影）。ファサードにマイクの看板が残る。

日本へはタイトーと提携して進出した。2000年（平成12年）4月27日にJR横浜駅西口のゲームセンターの4階から6階に横浜店が開業。同年11月28日には、開業したばかりのZepp Sendai（2000年8月1日～2012年7月1日）に隣接した、JR仙台駅東口直結のE-GATEに仙台店が開店した。しかし、横浜店は長続きせずに2001年（平成13年）10月18日に閉店。
仙台店は、店の目の前の仙台駅東口駅前広場において、仙石線地下化開業（2000年3月11日）の後もオムニバスタウン事業に伴う工事が続く中で営業を続けた。2004年（平成16年）のプロ野球再編問題の結果、新規参入が決まった東北楽天ゴールデンイーグルスの歓迎祝賀会（同年11月2日）の会場になるなど東口では目立った飲食店であったが、2005年（平成17年）7月30日には閉店した。
モータウンカフェは、1995年にアメリカで開業した時から東京への進出を構想にもっていたとされるが、実現しなかった。
| 店     | 所在地                        | 位置                                  | 営業期間                       |
| ------ | ----------------------------- | ------------------------------------- | ------------------------------ |
| 横浜店 | 神奈川県横浜市西区南幸2-17-1  | 北緯35度27分50.3秒 東経139度37分0.2秒 | 2000年4月27日 - 2001年10月18日 |
| 仙台店 | 宮城県仙台市宮城野区榴岡1-1-1 | 北緯38度15分36.2秒 東経140度53分0.4秒 | 2000年11月28日 - 2005年7月30日 |